# Бела (Новий Мароф)
Бела (хорв. Bela) — населений пункт у Хорватії, у Вараждинській жупанії у складі міста Новий Мароф.

## Населення
Населення за даними перепису 2011 року становило 62 осіб.
Динаміка чисельності населення поселення:

## Клімат
Середня річна температура становить 9,56 °C, середня максимальна – 22,98 °C, а середня мінімальна – -5,72 °C. Середня річна кількість опадів – 965 мм.
| Клімат поселення                              | Клімат поселення | Клімат поселення | Клімат поселення | Клімат поселення | Клімат поселення | Клімат поселення | Клімат поселення | Клімат поселення | Клімат поселення | Клімат поселення | Клімат поселення | Клімат поселення | Клімат поселення |
| Показник                                      | Січ.             | Лют.             | Бер.             | Квіт.            | Трав.            | Черв.            | Лип.             | Серп.            | Вер.             | Жовт.            | Лист.            | Груд.            |                  |
| Середній максимум, °C                         | 5,36             | 6,84             | 10,84            | 14,81            | 19,79            | 22,98            | 22,39            | 21,88            | 17,94            | 13,01            | 7,56             | 3,79             |                  |
| Середня температура, °C                       | −0,18            | 1,29             | 5,31             | 9,26             | 14,23            | 17,43            | 19,19            | 18,67            | 14,74            | 9,80             | 4,36             | 0,59             |                  |
| Середній мінімум, °C                          | −5,72            | −4,26            | −0,24            | 3,71             | 8,69             | 11,88            | 15,99            | 15,48            | 11,54            | 6,61             | 1,15             | −2,62            |                  |
| Норма опадів, мм                              | 48               | 51               | 65               | 75               | 83               | 110              | 96               | 97               | 91               | 90               | 90               | 69               |                  |
| Середньомісячна швидкість вітру, м/с          | 2.08             | 2.28             | 2.60             | 2.59             | 2.46             | 2.15             | 2.09             | 1.92             | 1.98             | 2.08             | 2.19             | 2.18             |                  |
| Середньомісячна сонячна радіація, кДж/м²·день | 4114             | 6859             | 10556            | 14841            | 18851            | 20668            | 21505            | 18672            | 13883            | 8704             | 4620             | 3319             |                  |
| --------------------------------------------- | ---------------- | ---------------- | ---------------- | ---------------- | ---------------- | ---------------- | ---------------- | ---------------- | ---------------- | ---------------- | ---------------- | ---------------- | ---------------- |
| Джерело:                                      |                  |                  |                  |                  |                  |                  |                  |                  |                  |                  |                  |                  |                  |